# Burgos (Surigao del Norte)
Burgos (Bayan ng Burgos) är en kommun i Filippinerna. Kommunen ligger på ön Mindanao, och tillhör provinsen Surigao del Norte. Folkmängden uppgår till 3 043 invånare.
Burgos är indelat i 6 barangayer.